# Окситрифторид рения
Окситрифторид рения — неорганическое соединение, оксосоль металла рения и плавиковой кислоты с формулой ReOF3, 
чёрные кристаллы.

## Получение
- Гидролиз фторида рения(V):

{\displaystyle {\mathsf {ReF_{5}+H_{2}O\ {\xrightarrow {}}\ ReOF_{3}+2HF}}}

## Физические свойства
Окситрифторид рения образует чёрные кристаллы.